# Arneiro das Milhariças
Arneiro das Milhariças é uma freguesia portuguesa no Município de Santarém, freguesia com 12,01 km² de área e 738 habitantes (censos de 2021), tendo, por isso, uma densidade populacional de 61,4 hab./km².

## História
Geograficamente, o Arneiro das Milhariças fica situado num planalto a 5 km de Pernes, a 10 km de Alcanena e 25 km de Santarém, estando localizado no extremo norte do município, ficando mais próximo da sede do município de Alcanena que da sua própria sede municipal, a cidade de Santarém.
A aldeia é predecessora à criação do Condado Portucalense, tendo por ela passado, em 1147, tropas de D. Afonso Henriques, comandadas por Mem Ramires na sua marcha em direção a Santarém, que resultou na conquista da cidade.
A freguesia foi formalmente criada a 10 de fevereiro de 1694, desanexada formalmente de Pernes por João de Matos Henriques, prior de Nossa Senhora dos Anjos de Vila Verde, e pelo cardeal D. Luís de Sousa, por um termo feito pelo padre José Delgado de Sousa, tendo sido a Igreja entregue ao pároco no dia seguinte a 11 de fevereiro de 1694. O duplo topónimo que compõe o nome da freguesia deriva de dois nomes: Arneiro, que significa terra delgada e arenosa; e Milhariças, nome proveniente da reminiscência de um lugar mais antigo que existia nas proximidades.
É constituída por vários lugares, entre eles Casais da Ferreira, Casais da Milhariça, Arneiro das Milhariças, Azenha e Almeirim. Pertenceu ao termo e concelho (atual município) de Alcanede até 1598, passando depois ao concelho de Pernes até 24 de outubro de 1855 e, após à sua extinção, passou ao de Santarém, onde permanece atualmente.
A aldeia foi afetada durante a Guerra Peninsular (1807-1814), com a passagem do exército francês sob o comando do Marechal Masséna, em 1811, que deixou um rasto de saque e violência na região, com o Arneiro das Milhariças a ser particularmente afetado, perdendo cerca de 40% da sua população, com 136 óbitos resultantes da ocupação, registados pelo pároco da aldeia. A igreja da freguesia, além de várias habitações, foram vandalizados e destruídas durante o período em que os militares franceses se encontravam arregimentados na freguesia. 
Anos mais tarde, durante a Guerra Civil Portuguesa (1832-1834), as tropas liberais lideradas pelo Marechal Saldanha passaram também pelo Arneiro das Milhariças, provenientes de Rio Maior, onde foram recebidos com júbilo pela população. O exército tinha como destino Pernes, onde eram esperados pelas tropas de D. Miguel, no que viria a ser o Combate de Pernes, embate que as forças liberais venceram.
Antiga paróquia de S. Lourenço, esta pertenceu ao Patriarcado até à criação da diocese de Santarém, em 16 de julho de 1975, pela Bula "Aposticae Sedis Consuetudinem", do Papa Paulo VI, diocese sufragânea de Lisboa. Atualmente pertence ao arciprestado de Santarém.
A freguesia é marcada pela ruralidade e interioridade, com o setor primário a ocupar um papel central na sua economia. Desde a viragem para o século XXI, outros sectores passaram igualmente a contribuir para a criação de riqueza e postos de trabalho, como a indústria de madeiras, que observou uma expansão nos últimos anos, a construção civil e a reparação mecânica, existindo também uma indústria cerâmica e uma indústria de produtos de conservação automóvel. 
O setor do turismo e da restauração têm ganho relevância para a freguesia, ajudado pela posição da freguesia, localizada no centro de rotas de peregrinação para o Santuário de Fátima (e também, em menor grau, para Santiago de Compostela), que estimulou o surgimento de alojamentos locais na zona.
O turismo no espaço rural é hoje uma realidade nesta freguesia que começa a ser ponto de destino de imigrantes e de quem procura um bom lugar para viver.

## Património
- Igreja Paroquial de Arneiro das Milhariças
- C.C.R.A. - Centro Cultural Recreativo Arneirense[12]
- Parque Polidesportivo
- Clube de Caçadores do Arneiro das MIlhariças[13]
- Rancho Folcórico do Arneiro das Milhariças[14]
- Parque da Vala
- Fonte Caixeira[15]

## Demografia
A população registada nos censos foi:
| Distribuição da População por Grupos Etários | Distribuição da População por Grupos Etários | Distribuição da População por Grupos Etários | Distribuição da População por Grupos Etários | Distribuição da População por Grupos Etários |
| -------------------------------------------- | -------------------------------------------- | -------------------------------------------- | -------------------------------------------- | -------------------------------------------- |
| Ano                                          | 0-14 Anos                                    | 15-24 Anos                                   | 25-64 Anos                                   | > 65 Anos                                    |
| 2001                                         | 98                                           | 113                                          | 433                                          | 292                                          |
| 2011                                         | 91                                           | 69                                           | 402                                          | 273                                          |
| 2021                                         | 78                                           | 69                                           | 339                                          | 252                                          |